# Rakalj
 Rakalj   (olaszul: Castelnuovo d’Arsa) falu Horvátországban, Isztria megyében. Közigazgatásilag Marčanához tartozik.

## Fekvése
Az Isztria délkeleti részén, Pólától 22 km-re, községközpontjától 11 km-re északkeletre, a Raša-öböltől 2 km-re, az öböl feletti fennsíkon fekszik.

## Története
A falutól északra emelkedő Gomil nevű magaslaton már a történelem előtti időben erődítmény állt. A középkori Rakalj nem a mai helyén, hanem a falutól keletre az öbölhöz sokkal közelebb, a Szent Miklós-fok felett 93 méter magasan, a tengertől mintegy 200 méterre feküdt ott, ahol a vár romjai és a Szent Ágnes templom áll. A régészeti leletek tanúsága szerint Rakalj vára helyén már a történelem előtti időben is erődítmény, majd római erőd állt. A középkori várat 1312-ben  „Castellare de Rachir” néven említik először, a ma is látható romok azonban már valószínűleg a 11. században épültek. A vár 1342-ben „Castrum Novum” alakban szerepel. Több tulajdonos után 1536-ban Barbannal együtt a Loredan család birtoka lett. Ekkor azonban a vár már nagyon rossz állapotban volt és birtokosai azt elhagyva a mai falu területére telepedtek át. A régi Rakaljt is elhagyta a lakosság és területe máig is lényegében lakatlan maradt. Épületei közül egyedül a Szent Ágnes templom maradt meg épen. A magaslaton álló templom az innen nyíló nagyszerű kikátás miatt  ma is a turisták kedvelt kilátóhelye. 
A falunak 1857-ben 689, 1910-ben 874 lakosa volt. Lakói főként mezőgazdaságból (gabona, gyümölcs és szőlő termesztés) és állattartásból éltek. Sokan dolgoztak a közeli kőbányában, mások Pólába jártak dolgozni. A falu híres volt fazekasairól is. Az első világháború után a falu Olaszországhoz került. A második világháború után Jugoszlávia része lett. Jugoszlávia felbomlása után 1991-ben a független Horvátország része lett. 2011-ben a falunak 438 lakosa volt. Ma a lakosság fő megélhetési forrása a turizmus.

## Nevezetességei
- Rakalj (Rachele) középkori várából mára csak a falak és őrtornyok romjai maradtak, melyek több helyen emeletnyi magasságban állnak.[2]
- A várromok közelében álló Szent Ágnes templom volt a falu régi plébániatemploma. A templom négyszög alaprajzú, homlokzata felett kis nyitott harangtoronnyal. Gótikus kapuzatán az 1495-ös évszám olvasható. A templomot 1967-ben renoválták. Belsejében a 15. századból száramzó glagolita felirat látható. A templomot kívül alacsony körítőfal övezi, ahonnan pompás kilátás nyílik a Raša-öbölre. A templomban ma már nincsenek vasárnapi misék, de az év bizonyos napjain még hagyományosan miséznek benne. A szép fekvésű templomot gyakran választják esküvők színhelyéül is a környező települések fiataljai.
- A Kisboldogasszony tiszteletére szentelt plébániatemploma a 15. században épült, később többször megújították. Eredetileg négyszög alaprajzú épület volt apszis nélkül, emelt szentéllyel. 1757-ben apszissal és oldalkápolnával bővítették. A templomban fennmaradt az eredeti kőből faragott két angyalt ábrázoló domborművel díszített szentségtartó, Domonkos mester műve 1425-ből. Említésre méltók még oltárai és egy Madonna-szobor. Harangtornya 1831-ben épült, 18 méter magas.
- A Krnica felé menő út mellett találhatók a Szent Teodóra templom romjai.[3] A korabeli források szerint helyén egykor a pólai bencések azonos titulusú kolostora állt.

## Lakosság
| Lakosság változása | Lakosság változása | Lakosság változása | Lakosság változása | Lakosság változása | Lakosság változása | Lakosság változása | Lakosság változása | Lakosság változása | Lakosság változása | Lakosság változása | Lakosság változása | Lakosság változása | Lakosság változása | Lakosság változása | Lakosság változása |
| ------------------ | ------------------ | ------------------ | ------------------ | ------------------ | ------------------ | ------------------ | ------------------ | ------------------ | ------------------ | ------------------ | ------------------ | ------------------ | ------------------ | ------------------ | ------------------ |
| 1857               | 1869               | 1880               | 1890               | 1900               | 1910               | 1921               | 1931               | 1948               | 1953               | 1961               | 1971               | 1981               | 1991               | 2001               | 2011               |
| 689                | 848                | 607                | 785                | 807                | 874                | 919                | 1157               | 1000               | 898                | 774                | 640                | 564                | 502                | 487                | 438                |